# Ootmarsum
Ootmarsum è una località dell'est dei Paesi Bassi, situata nella regione della Twente, nella provincia dell'Overijssel, ed appartenente - dal punto di vista amministrativo - al comune di Dinkelland.
Citata nelle mappe geografiche già nel 900, Ootmarsum fu elevata al rango di città nel 1325 e costituì un comune autonomo fino al 2001, quando venne unita a Dinkelland. All'epoca della fusione, contava 4.227 abitanti.